# Parafossarulus striatulus
Parafossarulus striatulus е вид коремоного от семейство Bithyniidae.